# Burchard-Bélaváry
Burchard-Bélaváry – węgierski ród szlachecki. Polski herb szlachecki, odmiana herbu Jastrzębiec (1790).

## Historia
Ród rycerzy siedmiogrodzkich, Botów na Sykawie i Belawarze, walczył o władzę ze Stefanem Batorym. Pokonany, uchodzi do Szwecji i tam osiada jako Burchard-Belawary. Wraz z Estonią ród ten przechodzi pod panowanie Rzeczypospolitej i zostaje wierny jej nawet w najcięższych chwilach.

## Przedstawiciele rodu
- Jan Konrad Burchard-Bélaváry (1748, Tallinn – 1838 Radom?) jest kapitan adiutantem Kościuszki. Oddaje majątki swe na rzecz walki o niepodległość. Obywatel miasta Warszawy, który wsławił się na terenie stolicy w 1789 roku, gdy podjął się dla okazania usługi Rzeczypospolitej dostawy lekarstw z apteki własnej w Warszawie dla całego wojska. W okresie Księstwa Warszawskiego założyciel apteki Pod Białym Orłem pełnił funkcję zastępcy, a potem burmistrza w Radomiu, był również czynnym członkiem loży masońskiej i jej reprezentantem. Jan Burchard prowadził aptekę do 1824 roku. Pan Habinem i Wannamois Estonia.
  - Konrad Burchard-Bélaváry (Warszawa-Egipt), trzeci syn, początkowo oficer rosyjski odznaczony szablą honorową, przeszedł w 1830 roku na stronę powstania. Ranny pod Ostrołęka, uchodzi do Turcji, służy jako Generał dywizji w Egipcie, jest wielkorządcą Nubii.
  - Joanna Karolina Burchard-Bélaváry (1804–1864), młodsza siostra, wychodzi za mąż za Franciszka hr. Wojakowskiego, on jest kapitanem 4 Pułku Strzelców Pieszych, odznaczonym złotym Krzyżem Virtuti Militari. Pozostawili córkę, też Joannę, która wyszła za Henryka Ludwika de Hoene, bratanka filozofa Józefa Hoene-Wrońskiego. Byli to rodzice pani Przesmyckiej.
  - Jan Wilhelm Burchard-Bélaváry (1795, Lublin – 1881, Wiedeń), przemysłowe, winiarza, wykonawca, oficer, przeszedł w 1830 roku na stronę powstania, udział w rewolucji węgierskiej 1848 roku ; złotym Krzyżem Virtuti Militari.
    - Julius Konrad Gyula Burchard-Bélaváry (1825, Lublin – 1917, Reims), inżynier górnictwa, Kapitan huzarów podczas rewolucji 1848, patrona szampanów Delbeck, Rycerz Korony Węgierskiej (Magyar Katonai Érdemrend). Dziadek ambasador Léon Noël.
    - Gustaw Burchard-Bélaváry (1829, Preszów – 1903, Budapest), officer (Powstanie węgierskie 1848), profesor ekonomii, sc. pol. i prawo handlowe, pisarz, malarz. Rycerz Korony Węgierskiej.
    - Konrád Burchard-Bélaváry (1837, Preszów – 1916, Budapest), członek Izby magnatów, przemysłowych, ekonomista, Konsul Generalny, Franciszek Józef rycerz. Pra-bratanek Józef Paczoski.